# Bibliothèque universitaire des langues et civilisations
La Bibliothèque universitaire des langues et civilisations (BULAC) est une bibliothèque universitaire qui a ouvert ses portes le 12 décembre 2011 et constitue, avec l'Institut national des langues et civilisations orientales (Inalco), le Pôle des langues et civilisations, situé, au sein de zone d'aménagement Paris Rive Gauche, au 65, rue des Grands-Moulins, dans le quartier de la Gare du 13e arrondissement de Paris. Elle est spécialisée notamment dans des langues qui s'écrivent en caractères non latins, correspondant à des domaines d'enseignement et de recherche de l'Inalco.

## Spécialisation
La spécialité des langues qui s'écrivent en caractères non latins est affichée jusque dans le logo de la BULAC, traduit dans plusieurs langues et existant en plusieurs versions (sur son site internet et sur la façade du bâtiment) avec des langues différentes. (Bibliothèque : ספריה [Hébreu] (site) / 도서관 [Coréen] (façade) ; Universitaire : 大学 [Chinois] (site) / शिक्षक [ Devanagari] (façade) ; Langues : γλώσσες [Grec moderne] (site) / ဘာသာစကား [Birman] (façade) ; Civilisations : ཤེས་ཪིག [Tibétain] (site) / ሥልጣኔ [Amharique] (façade))

## Locaux

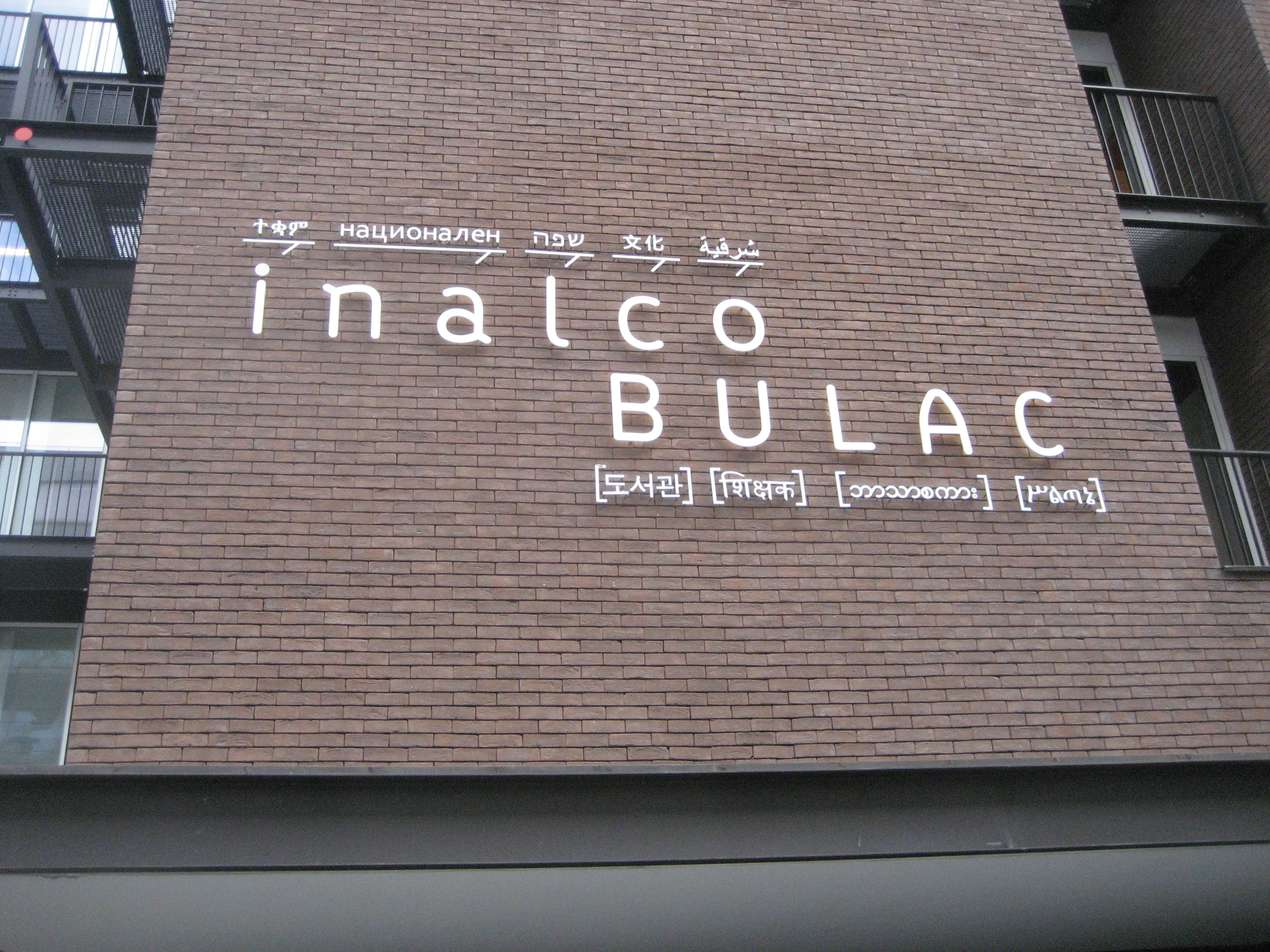
Entrée de la BULAC et de l'Inalco.

Le bâtiment dont la construction a débuté à l'été 2008, est l'œuvre de l'architecte Yves Lion. Constitué de cinq niveaux sur 15 000 m2, il propose 910 places de lecture.
La construction est placée sous la responsabilité de la région Île-de-France, qui assure également les deux tiers du financement, estimé à 80 millions d'euros, le reste étant apporté par l'État.
Le coût de fonctionnement de la structure est estimé à 2,5 M € annuels.

## Statut
La BULAC est juridiquement un groupement d'intérêt public constitué entre les institutions suivantes :
- État (ministère chargé de l'Enseignement supérieur et de la Recherche) ;
- Institut national des langues et civilisations orientales (Inalco) ;
- École pratique des hautes études (EPHE) ;
- École des hautes études en sciences sociales (EHESS) ;
- École française d'Extrême-Orient ;
- Université Paris 1 - Panthéon-Sorbonne ;
- Université Paris 3 - Sorbonne Nouvelle ;
- Sorbonne Université (jusqu'en 2018 Université Paris 4 - Paris-Sorbonne) ;
- Université Paris VII - Diderot (devenue en 2020 Université Paris-Cité) ;
- Centre national de la recherche scientifique (CNRS).

La BULAC est administrée par une assemblée générale comprenant un représentant pour chacun des partenaires, sauf le ministère qui a quatre représentants (deux au titre de l'enseignement supérieur, deux au titre de la recherche). Un conseil scientifique composé d'enseignants et de chercheurs français et étrangers définit les politiques générales en matière de politique documentaire et de recherche.
Direction
La direction de la BULAC comprend un directeur, un directeur-adjoint et un directeur scientifique.
- Marie-Lise Tsagouria, conservatrice des bibliothèques, est directrice du GIP BULAC.
- Directrice-adjointe : Juliette Pinçon, conservatrice des bibliothèques.
- Directeur scientifique : Benjamin Guichard a succédé le 1er janvier 2015 à Francis Richard.

## Collections
La bibliothèque compte dans ses collections 1,5 million de volumes qui couvrent près de 350 langues en 80 alphabets.

### Bibliothèques rattachées

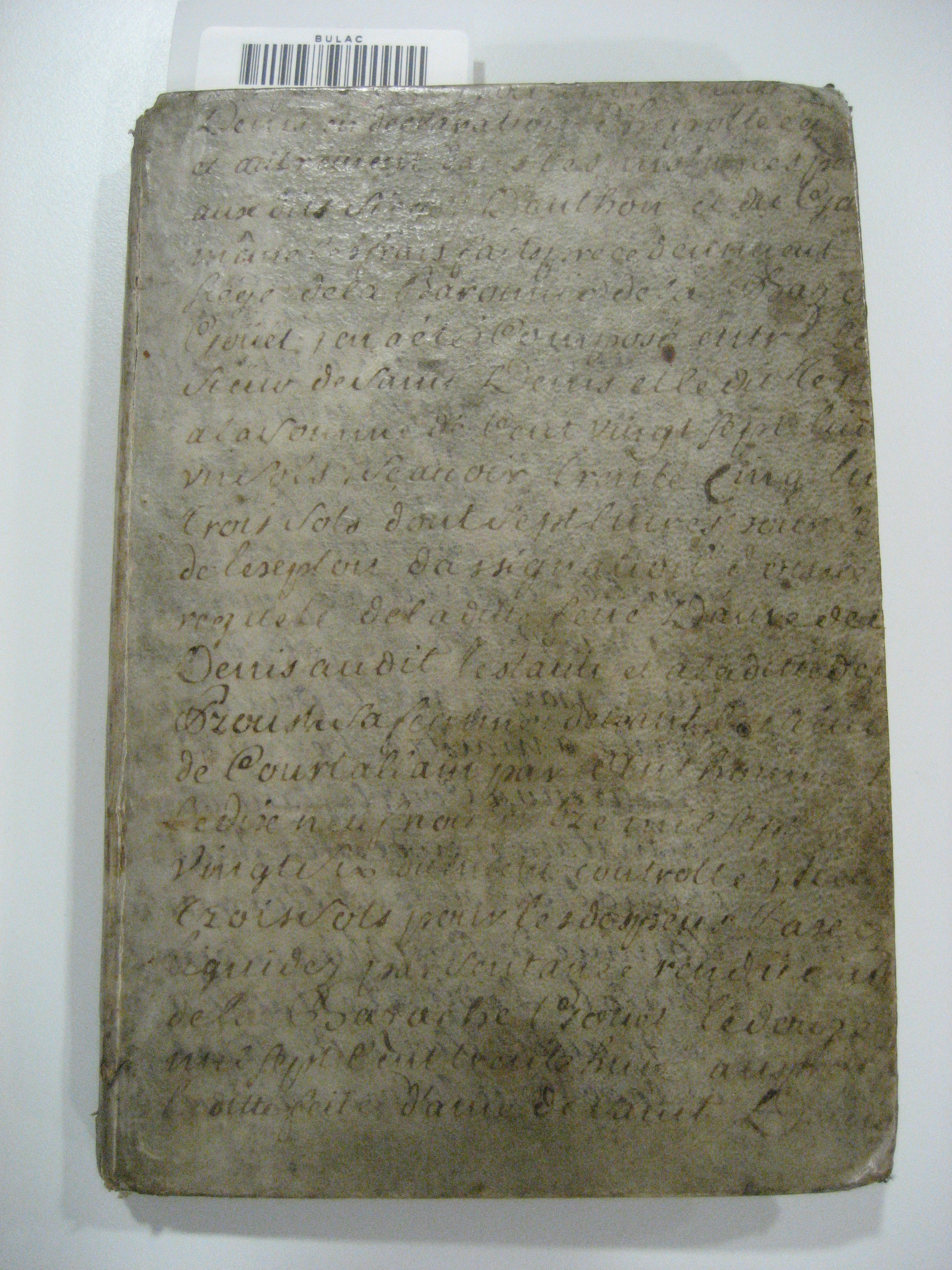
Vocabulaire malgache (1773), collection BULAC.

La BULAC regroupe les fonds, autrefois dispersés, de près de vingt bibliothèques spécialisées, dont la principale est la Bibliothèque interuniversitaire des langues orientales (naguère bibliothèque de l'École des langues orientales), elle-même répartie jusqu'à l'été 2011 sur quatre sites, comme l'Inalco.
Les autres bibliothèques intégrées dans la BULAC sont :
- le fonds slave de la Bibliothèque inter-universitaire de la Sorbonne ;
- au titre de l'université Paris III :
  - la bibliothèque James-Darmesteter de l’Institut d’études iraniennes
  - la bibliothèque Jules-Bloch
  - les fonds finnois et turco-ottoman du Service commun de documentation de Paris III
- une partie des fonds de la bibliothèque du Centre d’études slaves (Sorbonne Université)
- une partie des fonds de l’UFR Langues et civilisations de l’Asie orientale (Université de Paris Cité)
- une partie des fonds de la bibliothèque de l’École française d’Extrême-Orient
- une partie des fonds de six bibliothèques de l'EHESS :
  - Bibliothèque du Centre de recherches sur le Japon
  - Bibliothèque du Centre d’études sur la Chine moderne et contemporaine
  - Bibliothèque du Centre d’études sur l’Inde et l’Asie du Sud
  - Bibliothèque du Centre de recherches sur la Corée
  - Bibliothèque du Centre d´études africaines
  - Bibliothèque du Centre d´étude des mondes russe, caucasien et centre-européen
- les fonds indianistes de la Bibliothèque centrale de la section histoire et philologie de l'EPHE

#### Documents
Un fort accent a été mis sur les collections de libre accès, avec à terme 225 000 documents (livres et périodiques), en français, en anglais et surtout dans les langues spécialités de la bibliothèque.

#### Le catalogue de la BULAC
Le catalogue en ligne de la BULAC, réalisé avec Koha, recense tous les ouvrages de la bibliothèque, à l’exception d’une partie des ouvrages en caractères non latins acquis avant 2000. Les documents en langues à écriture non latine peuvent être décrits :
- en caractères originaux, en respectant la graphie de la langue et le sens de l’écriture.
- en translittération ou transcription des écritures non latines : chaque caractère arabe, chinois, grec, thaï,… est transcrit par un caractère latin, accentué si nécessaire (translittération), ou par sa transposition phonétique (transcription).

En 2019, le catalogue a été enrichi d’un outil de découverte  (EDS d’EBSCO) afin d’offrir un accès aux ressources en ligne (articles revues et ebooks, etc.) et aux collections patrimoniales numérisées grâce à un même champ de recherche.

#### La BiNA: Collections patrimoniales numérisées
La BiNA (Bibliothèque Numérique Aréale), réalisée avec Omeka S, donne accès à l’ensemble des documents libres de droits et numérisés par la BULAC :  fonds patrimoniaux en provenance du monde entier choisis parmi les plus précieux de la bibliothèque : imprimés anciens, manuscrits, estampes, périodiques.... Tous les documents sont librement consultables ou téléchargeables depuis le site.
Les documents numérisés sont organisés en dix collections, en fonction de leur origine géographique et/ou de leur langue :
- Asie
- Domaine turcique
- Moyen-Orient, Maghreb, Asie centrale
- Domaine persan
- Domaine arabe
- Manuscrits naxi
- Domaine chinois
- Manuscrits turcs ottomans
- Manuscrits persans
- Manuscrits arabes

#### Le Carreau de la BULAC
La BULAC anime un carnet de recherche sur la plate-forme de blogs Hypothèses.org. Ce carnet, Le Carreau de la BULAC, propose aux étudiants et chercheurs travaillant sur les langues et civilisations non occidentales, des informations et actualités sur les collections de la BULAC et sur les recherches aréales.

#### La Croisée de la BULAC
Les équipes de la BULAC animent en outre La Croisée de la BULAC, un site de veille qui recense les dernières publications d’une sélection de carnets de recherche s’intéressant à l’Afrique, à l’Asie, à l’Europe médiane et orientale, au Moyen-Orient et aux Mondes musulmans, ainsi qu'aux cultures autochtones d'Amérique et d’Océanie.

## Source
- Site de la BULAC

### Articles liés
- Réseau des instituts français de recherche à l'étranger
- Fondation Maison des sciences de l'Homme (FMSH)
- Bibliothèque nordique
- Institut national des langues et civilisations orientales (Inalco)
- Liste de langues